# 新保海鈴
新保 海鈴（しんぼ かいり、2002年8月16日 - ）は、東京都港区出身のプロサッカー選手。Jリーグ・横浜FC所属。ポジションはディフェンダー（左サイドバック）。

## 来歴
U-15までは柏レイソルのアカデミーに在籍。2016年にはU-14 Jリーグ選抜の一員としてスウェーデン遠征に参加し、2017年の第32回日本クラブユースサッカー選手権 (U-15)大会では柏U-15のDFとして出場し、決勝戦ではフリーキックから得点も挙げている。
高校進学時にセレッソ大阪U-18に加入。ユースチームでの活動の他、2020年3月27日付でトップチームに2種登録され、J3リーグに参戦していたセレッソ大阪U-23に帯同。センターフォワードや左サイドハーフのポジションでプレーし、全34試合中21試合に出場。11月22日の第29節・ロアッソ熊本戦では同点に追いつくプロ初ゴールを挙げている。
2020年12月7日、2021年シーズンからのレノファ山口FC加入が発表。2021年シーズンはトップチームでJ2リーグ3試合、天皇杯1試合の出場に留まり、翌2022年シーズンはJ3・テゲバジャーロ宮崎に育成型期限付き移籍で加入。このシーズンから主に左サイドバックでプレーすることになった。2023年シーズンはJ3・いわてグルージャ盛岡に再び育成型期限付き移籍で加入。J3リーグ37試合に出場した。
2024年シーズン、レノファ山口FCへ復帰。復帰後は左サイドバックのレギュラーとしてリーグ戦37試合に出場し、シーズン中盤までプレーオフ圏内を争い、一時は4位につけたチームの躍進の一翼を担った。
2024年12月16日、横浜FCへ移籍。自身初となるJ1リーグでのプレーとなる。

## エピソード
実父は日本代表経験もある元サッカー選手の田中隼磨で、実母はモデルのMALIA.。両親は2004年に離婚しており、それ以降はMALIA.の元で育ち、異父弟妹が3人いる（田中も後に再婚しており、異母弟妹もいる）。
2023年12月に第1子が誕生した。

## 所属クラブ
- 柏レイソルU-12
- 柏レイソルU-15
- 2018年 - 2020年 セレッソ大阪U-18（大阪学芸高等学校）
  - 2020年 セレッソ大阪（2種登録選手）
- 2021年 - 2024年 レノファ山口FC
  - 2022年 テゲバジャーロ宮崎（期限付き移籍）
  - 2023年 いわてグルージャ盛岡（期限付き移籍）
- 2025年 - 横浜FC

## 個人成績
| 国内大会個人成績 | 国内大会個人成績 | 国内大会個人成績 | 国内大会個人成績 | 国内大会個人成績 | 国内大会個人成績 | 国内大会個人成績 | 国内大会個人成績 | 国内大会個人成績 | 国内大会個人成績 | 国内大会個人成績 | 国内大会個人成績 |
| 年度             | クラブ           | 背番号           | リーグ           | リーグ戦         | リーグ戦         | リーグ杯         | リーグ杯         | オープン杯       | オープン杯       | 期間通算         | 期間通算         |
| 年度             | クラブ           | 背番号           | リーグ           | 出場             | 得点             | 出場             | 得点             | 出場             | 得点             | 出場             | 得点             |
| 日本             | 日本             | 日本             | 日本             | リーグ戦         | リーグ戦         | リーグ杯         | リーグ杯         | 天皇杯           | 天皇杯           | 期間通算         | 期間通算         |
| ---------------- | ---------------- | ---------------- | ---------------- | ---------------- | ---------------- | ---------------- | ---------------- | ---------------- | ---------------- | ---------------- | ---------------- |
| 2020             | C大23            | 48               | J3               | 23               | 1                | -                | -                | -                | -                | 23               | 1                |
| 2021             | 山口             | 48               | J2               | 3                | 0                | -                | -                | 1                | 0                | 4                | 0                |
| 2022             | 宮崎             | 48               | J3               | 27               | 1                | -                | -                | -                | -                | 27               | 1                |
| 2023             | 岩手             | 48               | J3               | 37               | 1                | -                | -                | 0                | 0                | 37               | 1                |
| 2024             | 山口             | 48               | J2               | 37               | 1                | 0                | 0                | 0                | 0                | 37               | 1                |
| 2025             | 横浜FC           | 48               | J1               |                  |                  |                  |                  |                  |                  |                  |                  |
| 通算             | 日本             | 日本             | J2               | 40               | 1                | -                | -                | 1                | 0                | 41               | 1                |
| 通算             | 日本             | 日本             | J3               | 87               | 3                | -                | -                | 0                | 0                | 87               | 3                |
| 総通算           | 総通算           | 総通算           | 総通算           | 127              | 4                | -                | -                | 1                | 0                | 128              | 4                |

- 2020年は2種登録（トップチームでの出場無し）
- Jリーグ初出場：2020年7月5日 J3第2節 vsガンバ大阪U-23（パナソニックスタジアム吹田）[12]
- Jリーグ初得点：2020年11月22日 J3第29節 vsロアッソ熊本（ヤンマースタジアム長居）

## タイトル

### 個人
- J2リーグ 優秀選手賞：1回（2024年[15]）
- J2リーグアウォーズ フェアプレー個人賞：1回（2024年[16]）